# Funbosjön
Funbosjön är en sjö öster om Uppsala i Uppsala kommun i Uppland och ingår i Norrströms huvudavrinningsområde. Sjön är 5,5 meter djup, har en yta på 1,98 kvadratkilometer och befinner sig 4 meter över havet. Funbosjön ligger i Sävjaån-Funbosjön Natura 2000-område och skyddas av fågeldirektivet. Sjön avvattnas av vattendraget Sävjaån (Funboån). Vid provfiske har en stor mängd fiskarter fångats, bland annat abborre, asp, björkna och braxen.
Äldsta skriftliga belägg är från 1559, den kallas då Haleqwidz siöönn, Hallkvedssjön ett namn som förekommer i äldre dokument.
Funbosjön ligger i Sävjaåns delavrinningsområde som är en del av Fyrisåns avrinningsområde. Funbosjön är utsedd till ett Natura 2000-område av typen Naturligt eutrofa sjöar med nate- eller dybladsvegetation. Funbosjön hyser ett bestånd av den rödlistade arten asp.

## Delavrinningsområde
Funbosjön ingår i delavrinningsområde (664000-161533) som SMHI kallar för Utloppet av Funbosjön. Medelhöjden är 19 meter över havet och ytan är 19,17 kvadratkilometer. Räknas de 12 avrinningsområdena uppströms in blir den ackumulerade arean 389,13 kvadratkilometer. Sävjaån (Funboån) som avvattnar avrinningsområdet har biflödesordning 3, vilket innebär att vattnet flödar genom totalt 3 vattendrag innan det når havet efter 103 kilometer. Avrinningsområdet består mestadels av skog (44 procent) och jordbruk (36 procent). Avrinningsområdet har 1,89 kvadratkilometer vattenytor vilket ger det en sjöprocent på 9,9 procent.

## Fisk
Vid provfiske har följande fisk fångats i sjön:
- Abborre
- Asp
- Björkna
- Braxen
- Faren
- Gärs
- Gös
- Löja
- Mört
- Ruda
- Sarv
- Sutare